# Charlotte Riley
Charlotte Louise Riley (ur. 29 grudnia 1981 w Grindon) – angielska aktorka, która wystąpiła m.in. w filmie Na skraju jutra i serialu Peaky Blinders.

## Filmografia
| Rok        | Tytuł                                        | Rola                 | Uwagi                    |
| ---------- | -------------------------------------------- | -------------------- | ------------------------ |
| 2007       | Grownups                                     | Chloe                | 1 odc.                   |
| 2007       | Szpital Holby City                           | Tanya Cusan          | 1 odc.                   |
| 2008       | Inspector George Gently                      | Carmel O’Shaughnessy | 1 odc.                   |
| 2008       | Wojna domowa                                 | Sarah Hurst          |                          |
| 2009       | Wichrowe wzgórza                             | Catherine Earnshaw   | dwuczęść. film TV        |
| 2009       | The Take                                     | Maggie Summers       | 4 odc.                   |
| 2009       | Spanish Flu: The Forgotten Fallen            | Peggy Lytton         | film TV                  |
| 2009       | Marple: The Mirror Crack'd from Side to Side | Margot Bence         | film TV                  |
| 2010       | Detektyw Foyle                               | Mandy Dean           | 1 odc.                   |
| 2010–2011  | DCI Banks                                    | Lucy Payne           | 3 odc.                   |
| 2012       | The Town                                     | Alice                | 3 odc.                   |
| 2012       | Świat bez końca                              | Caris                | 8 odc.                   |
| 2012       | Entity                                       | Kate Hansen          |                          |
| 2014       | Na skraju jutra                              | Nance                |                          |
| 2014, 2017 | Peaky Blinders                               | May Carleton         | 6 odc.                   |
| 2015       | W samym sercu morza                          | Peggy Gardner Chase  |                          |
| 2015       | Jonathan Strange & Mr Norrell                | Arabella             |                          |
| 2016       | Londyn w ogniu                               | Jacqueline Marshall  |                          |
| 2016       | Na usługach wroga                            | Rachel Lombard       | miniserial               |
| 2017       | King Charles III                             | Kate                 | film TV                  |
| 2018       | Swimming with Men                            | Susan                |                          |
| 2018       | Detektyw Staffe. Mroczne zbrodnie            | Juliette Wagstaffe   | 6 odc.; też pilot z 2016 |
| 2018       | Prasa                                        | Holly Evans          | miniserial               |
| 2018       | Trust                                        | Robina Lund          | 6 odc.                   |
| 2019       | Opowieść wigilijna                           | Lottie               | 2 odc.                   |
| 2022       | Peryferal                                    | Aelita West          | 8 odc.                   |
| 2024       | Warto się starać                             | Kat                  | 2 odc.                   |
| 2024       | Wild Animal                                  | Mallory              |                          |
| 2024       | Smoggie Queens                               | Danni                | 4 odc.                   |